# 蔵前仁一
蔵前 仁一（くらまえ じんいち、1956年1月2日 - ）は日本のイラストレーター、旅行作家、編集者、装幀家。

## 来歴
鹿児島県生まれ。実家は鹿児島・霧島温泉にある1917年（大正6年）創業の老舗旅館。現在は旅行人山荘として営業している。鹿児島県立鶴丸高等学校を経て、慶應義塾大学法学部政治学科を卒業。
インド旅行の体験を楽しいイラスト入りでまとめた『ゴーゴー・インド』（凱風社）でデビュー。
1990年代にヒット作を連発。若い旅行者から支持を得た。
バックパッカーを対象とした月刊誌『旅行人』（のちに季刊、さらに年2回刊に）を主宰したが、同誌は2011年12月発売号をもって休刊。編集長を務めた『旅行人』からは、岡崎大五、グレゴリ青山、宮田珠己、田中真知、大倉直らの若手作家が登場した。

## 作品リスト
- 『ゴーゴー・インド』（凱風社） 1986
- 『ゴーゴー・アジア』（凱風社） 1988
- 『世界の果てまで行きたいぜ!』（旅行人） 1998
  - 『新ゴーゴー・アジア』上・下（旅行人） 1998
- 『ホテルアジアの眠れない夜』（講談社） 1989、のち文庫
- 『ゴーゴー・アフリカ』上・下（凱風社） 1993
- 『旅ときどき沈没』（講談社） 1994、のち文庫
- 『旅で眠りたい』（旅行人） 1996、のち新潮文庫
- 『沈没日記』（旅行人） 1996
- 『インドは今日も雨だった』（講談社） 1997、のち文庫
- 『旅人たちのピーコート』（講談社） 1998、のち文庫
- 『各駅停車で行こう』（旅行人） 1998
- 『世界が私を呼んでいた!』（旅行人） 2000
- 『スローな旅にしてくれ』（幻冬舎文庫） 2001 - 『沈没日記』の加筆・文庫化
- 『いつも旅のことばかり考えていた』（幻冬舎文庫） 2003 - 『各駅停車で行こう』の加筆・文庫化
- 『世界最低最悪の旅』（幻冬舎文庫） 2003 - 『世界の果てまで行きたいぜ!』と『世界が私を呼んでいた!』に加筆、再編集し文庫化
- 『人生を変える旅』（幻冬舎文庫） 2003 - 上述の『世界最低最悪の旅』と同じく、『世界の果てまで行きたいぜ!』と『世界が私を呼んでいた!』に加筆、再編集し文庫化
- 『わけいっても、わけいっても、インド』（旅行人） 2009
- 『あの日、僕は旅に出た』（幻冬舎文庫） 2013
- 『よく晴れた日にイランへ』（旅行人） 2016
- 『テキトーだって旅に出られる!』（産業編集センター、わたしの旅ブックス） 2018
- 『インド先住民アートの村へ』（旅行人）2019 - 写真集
- 『失われた旅を求めて』（小川京子写真、旅行人） 2020